# Небезпечний Джонні
«Небезпечний Джонні» — американський комедійний фільм, пародія на кримінальні фільми 30-х років, який виданий в 1984. Головну роль у фільмі виконав Майкл Кітон, виконавши роль чесного, добросердечного хлопця, який вимушений стати злочинцем, щоби оплачувати медичні рахунки своєї матері і відправити свого молодшого брата в юридичну школу. Також у фільмі зіграли Мерілу Хеннер, Пітер Бойл, Гріффін Данн і Денні ДеВіто.

## Сюжет
Рознощик газет Джонні Келлі приймає нелегке для себе рішення: щоби оплатити медичні рахунки своєї матері, він починає працювати на гангстера Джоско Данді.
Будучи чесною людиною по натурі, Джонні сильно переживає і не раз пробує покінчити з ненависним бізнесом. Але різноманітні обставини примушують його повертатись на злочинний шлях. Проходить час, і він сам стає босом мафії, невловимим і всесильним.

## У ролях
| Актор           | Роль                            |
| --------------- | ------------------------------- |
| Майкл Кітон     | Джонні Келлі/Небезпечний Джонні |
| Джо Піскопо     | Денні Вермін                    |
| Морін Стейплтон | мама Келлі                      |
| Марілу Хеннер   | Ліл                             |
| Пітер Бойл      | Джоско Данді                    |
| Гріффін Данн    | Томмі Келлі                     |
| Денні ДеВіто    | Бурр                            |